# Hessisch-Hannovers voetbalkampioenschap 1921/22
In 1921/22 werd het zestiende Hessisch-Hannovers voetbalkampioenschap gespeeld, dat georganiseerd werd door de West-Duitse voetbalbond. 
Casseler TuSpo 1848 werd kampioen en plaatste zich voor de West-Duitse eindronde. De vijf kampioenen werden in één groep verdeeld en Cassel werd laatste.
VfR Göttingen 05 nam de naam 1. SC Göttingen 05 aan. 

## Gauliga
| Plaats | Club                      | Wed. | W  | G | V  | Saldo | Ptn.  |
| ------ | ------------------------- | ---- | -- | - | -- | ----- | ----- |
| 1.     | Casseler TuSpo 1848       | 14   | 11 | 1 | 2  | 30:13 | 23:5  |
| 2.     | 1. Casseler BC Sport 1894 | 14   | 10 | 2 | 2  | 45:15 | 22:6  |
| 3.     | VfB 1905 Marburg          | 14   | 9  | 1 | 4  | 35:22 | 19:9  |
| 4.     | SV Kurhessen 1893 Cassel  | 14   | 8  | 1 | 5  | 35:16 | 17:11 |
| 5.     | SV 06 Cassel              | 14   | 5  | 2 | 7  | 9:14  | 12:16 |
| 6.     | SC 1900 Gießen            | 14   | 4  | 1 | 9  | 10:30 | 9:19  |
| 7.     | 1. SC Göttingen 05        | 14   | 3  | 1 | 10 | 18:42 | 7:21  |
| 8.     | FC Germania 1908 Osterode | 14   | 1  | 1 | 12 | 13:43 | 3:25  |

|  | Kampioen, geplaatst voor West-Duitse eindronde |